# Lachapelle-Graillouse
Lachapelle-Graillouse è un comune francese di 247 abitanti situato nel dipartimento dell'Ardèche della regione dell'Alvernia-Rodano-Alpi.

## Società

### Evoluzione demografica
Abitanti censiti